# Kinemacolor
Kinemacolor fue el primer dispositivo utilizado con éxito para capturar imágenes en movimiento a color. Se produce comercialmente desde 1908 hasta 1914. Fue inventado por uno de los pioneros del cine británico George Albert Smith, en 1906. Este estuvo influenciado por la obra de William Norman Lascelles Davidson y, más directamente, por la de Edward Raymond Turner.
El proceso fue lanzado en 1908 por la compañía de Charles Urban en Londres. Desde 1909 en adelante, el procedimiento se conoció como Kinemacolor. 

## Funcionamiento
Kinemacolor consiste en un proceso aditivo de dos colores, fotografiando y proyectando películas en blanco y negro bajo la alternancia de filtros rojos y verdes. Esto dio paso a la edición de películas, a los primeros planos y al desarrollo de la primera película exitosa proyectada en color. 

## Estreno
Las primeras imágenes en movimiento exhibidas en Kinemacolor fueron un cortometraje de ocho minutos filmado en Brighton, con el título A Visit to the Seaside, el cual fue mostrado al comercio en septiembre de 1908. El público en general vio por primera vez Kinemacolor el 26 de febrero de 1909 en un programa de veintiún cortometrajes presentados en el Palace Theatre de Londres. En Estados Unidos, Kinemacolor fue visto por primera vez el 11 de diciembre de 1909 en una exposición organizada por George Albert Smith y Charles Urban en el Madison Square Garden de Nueva York.